# ستانلي شتال
ستانلي شتال (بالإنجليزية: Stanley Stahl)‏ هو مصرفي أمريكي، ولد في 1924 في نيويورك في الولايات المتحدة، وتوفي في 1999.